# Recherches en éducation
 (avril 2022).
Ne doit pas être confondu avec Recherches & éducations.
La Revue recherches en éducation (REE) est une revue scientifique à comité de lecture éditée par l’université de Nantes jusqu'en 2021, puis Nantes Université, nouvelle identité depuis 2022.
Elle est référencée par la liste de revues de sciences de l'éducation publiées par l'AECSE.
Elle est également considérée comme revue qualifiante en sciences de l'éducation par le CNU et l'HCERES, et elle figure sur les listes de revues établies conjointement par ces deux instances publiées conjointement par ces deux organismes.

## Historique
La revue est créée en 1993 sous le titre Cahiers du CREN (Centre de recherche en éducation de Nantes de l’université de Nantes).